# Augerville-la-Rivière
Augerville-la-Rivière é uma comuna francesa na região administrativa do Centro, no departamento Loiret. Estende-se por uma área de 4,05 km². Em 2010 a comuna tinha 238 habitantes (densidade: 58,8 hab./km²).